# ليلي سيرنا
ليلي سيرنا (بالإنجليزية: Lily Serna)‏ هي رياضياتية أسترالية، ولدت في 5 يوليو 1986 في القدس في إسرائيل.